# 日本基督教団

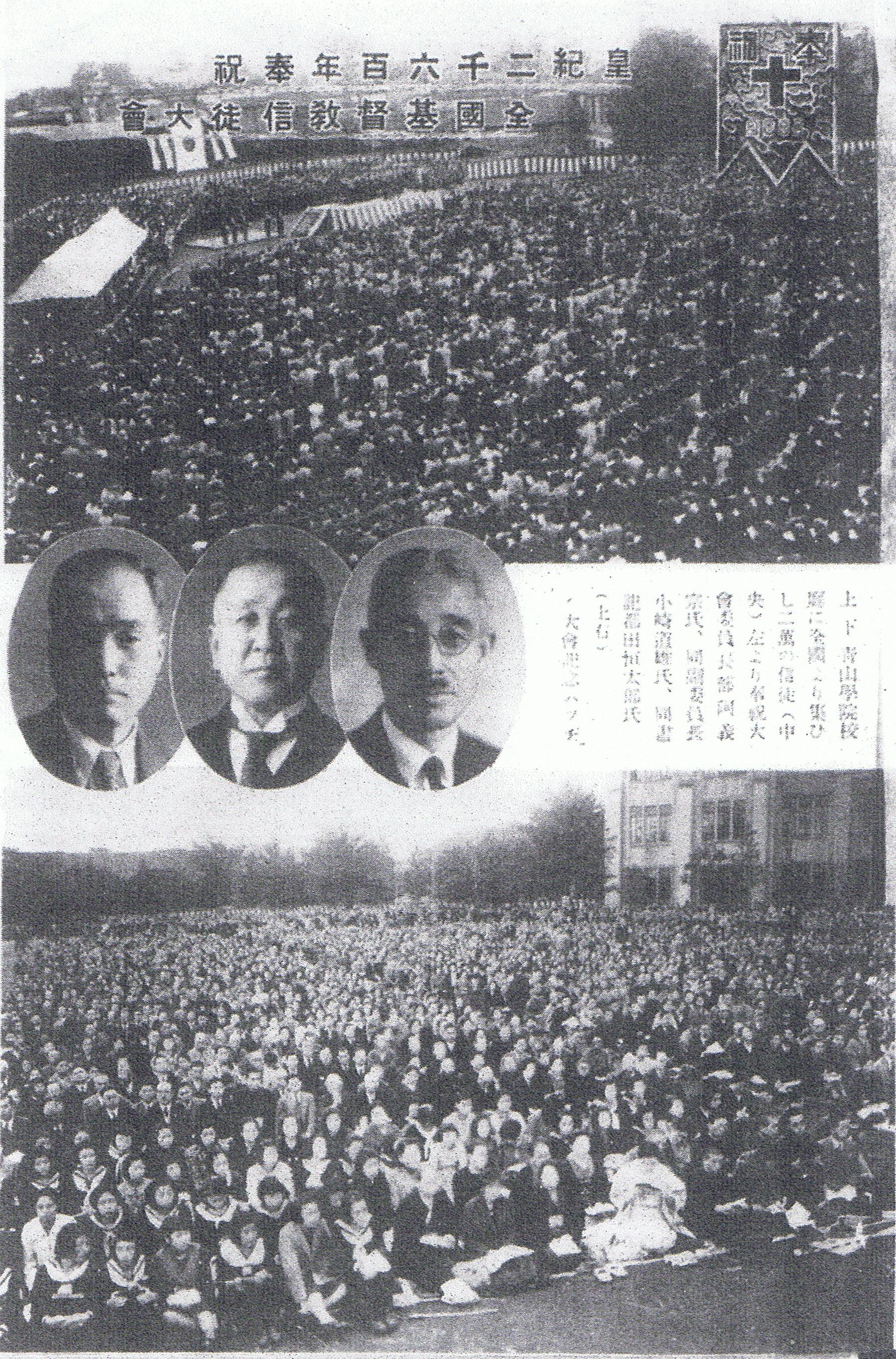
皇紀二千六百年奉祝全国基督教信徒大会
（1940年10月17日）

日本基督教団（にほんキリストきょうだん、英称: The United Church of Christ in Japan）は、1941年6月24日に日本国内のプロテスタント33教派が合同して成立した合同教会で、公会主義を継承する唯一の団体である。
公式な略称は「教団」だが、外部からは「日基（にっき）」あるいは「日基教団（にっききょうだん）」と呼ばれることもある。
宗教法人としての正式名称は「日本基督教団」であるが「基督」が難読であるため、1968年の第15回日本基督教団総会での決議により、教団内および対外的・一般的には、片仮名表記の「日本キリスト教団」を使用してもよいこととされた。このため教会の案内看板や公式ウェブサイトでは「日本キリスト教団◯◯教会」と表記されることもしばしばある。

## 概要
教団の設立当時は、1937年から始まった日中戦争中で、宗教団体への政府の統制を目的とした宗教団体法に基づく政府の強い要請により、1940年10月17日の皇紀二千六百年奉祝全国基督教信徒大会における「プロテスタント諸教派が合同して宣教・伝道の任にあたる」という決議に基づき成立している。そのために、戦時中はもっぱら戦時体制に貢献した。
戦後に戦時下の合同をよしとしなかった諸教派・諸教会が分離した後に、改めて平和と和解のために仕える合同教会としての再形成を図るべく「日本基督教団信仰告白（1954年）」や日本基督教団総会議長名による「第二次大戦下における日本基督教団の責任についての告白（通称：戦争責任告白）」（1967年）」の制定・発表を通じてその実現を期そうと試みる。
しかし、1945年の敗戦により本土と切り離されている沖縄の教会である沖繩キリスト教団との再合同（1969年2月25日）や、大阪万博（1970年）における万国キリスト教館の出展問題に端を発する「反万博闘争」等を通じてキリスト教会の社会的役割を重視するグループ（社会派）とキリスト教会の形成や伝道を重視するグループ（教会派）との対立が深まりいわゆる「教団紛争」と称する状況が継続している。現在でも、日本基督教団成立の経緯や戦争責任のとらえ方に合同教会に対する考え方にその形成に至る神学、方法論、将来の展望に至るまで派閥的対立が先に立ったが、伝道論の見直しなど新たな執行部による改善が図られつつある。
日本のプロテスタント最大の教派とされ、2020年度時点で、全国に教会1,666、信徒161,103人、現任教師1,931人を擁している。

## 歴史

### 戦前の合同

#### 創立総会

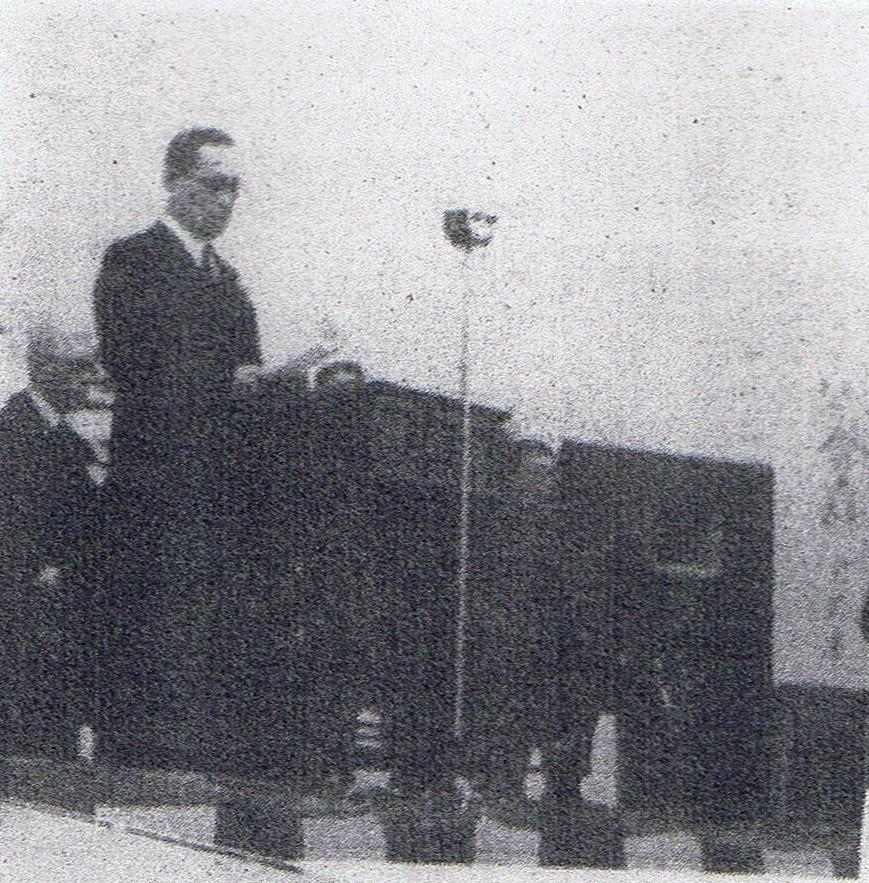
教団統理者富田満牧師

1941年6月24日から6月26日にかけて富士見町教会で創立総会を開催する。創立総会は、「君が代斉唱」「宮城遥拝」「皇軍兵士のための黙祷」「皇国臣民の誓い」の国民儀礼を以って開始された。創立総会は「われら基督教信者であると同時に日本臣民であり、皇国に忠誠を尽くすを以って第一とす」と宣誓。日本基督教会大会議長の富田満牧師が教団統理者に就任。教団統理は宗教団体法に基づく権限が与えられており、勅任官待遇であった。

#### 11部制による合同
1941年に合同したプロテスタント33教派は、当初、それぞれの教派の伝統を維持したまま、以下の11部に編成された。
- 第一部 - （旧）日本基督教会
- 第二部 - 日本メソヂスト教会、日本美普教会、日本聖園教会
- 第三部 - 日本組合基督教会、日本基督同胞教会、日本福音教会、基督友会、基督教会
- 第四部 - 日本バプテスト基督教団
- 第五部 - 日本福音ルーテル教会
- 第六部 - 日本聖教会（ホーリネス系）
- 第七部 - 日本伝道基督教団（日本イエス・キリスト教会、日本協同基督教会、基督伝道教会（現シオン・キリスト教団）、基督伝道隊、基督復興教会、日本伝道基督教団、日本ペンテコステ教会、日本聖潔基督教会）
- 第八部 - 日本聖化基督教団（日本同盟基督協会、日本自由メソヂスト教会、日本ナザレン教会（東部・西部）、世界宣教団）
- 第九部 - きよめ教会（ホーリネス系）、日本自由基督教会
- 第十部 - 日本独立教会同盟（ウェスレアン・メソヂスト教会、普及福音教会、日本一致基督教団、東京基督教会、日本神の教会、日本聖書教会（現日本アッセンブリーズ・オブ・ゴッド教団）、聖霊教会、活水教会
- 第十一部 - 救世団（旧救世軍）

1941年の合同に際して、プロテスタント諸教派には2つの選択肢があった。最大教派であった（旧）日本基督教会が独立を維持して1教団を形成し、それ以外の諸教会が合同して教団を作り2教団とするという選択肢、もう1つがプロテスタント33教派が合同し、1教団を形成するという選択肢である。この際、後者が選択された理由としては、戦時下における政府の要請（圧力）や、明治以来の伝統的なプロテスタント教派合同運動の影響も指摘されている。
この時点では教団は独自の信仰告白を持たず、より簡易な「教義の大要」という文書をもって設立を認可されている。信仰告白を重視する立場の第一部（（旧）日本基督教会）からは早速、「独自の信仰告白を持つべきである」との声明が出されている。一方、信条による拘束性を認めない教派では、合同そのものに「白紙委任の立場で臨む（日本組合基督教会）」など教会形成の立場からの関心は薄く、信仰告白の問題にも関心が向けられることはなかった。

##### 教義の大要
本教団の教義の大要左の如し
イエス・キリストに由りて啓示せられ聖書に於て証せらるる父・子・聖霊なる三位一体の神は世の罪と其の救いの為人となり死にて甦り給える御子の贖いに因り信ずる者の罪を赦して之を義とし之を潔め永遠の生命を与え給う、教会はキリストの体にして恩寵に依りて召されたる者礼拝を守り聖礼典を行い福音を宣べ伝え主の来たり給うを待望むものなり。

#### 伊勢神宮参拝
1942年1月11日、富田満統理は伊勢神宮に参拝して、天照大神に教団の設立を報告した。「富田統理は十日夜行にて出発し、鈴木総務局長を帯同して十一日朝、伊勢大廟に参拝せられた。而して我が国における新教団の発足を報告し、その今後における発展を希願せられた。」

#### ホーリネス弾圧事件
1942年6月26日早朝にホーリネス系の教職者が治安維持法違反で検挙された。日本基督教団で検挙されたのは、ホーリネス系の第6部（旧日本聖教会）の教職者60人、第9部（旧きよめ教会）から62人である。これを受けて教団は、「軽々しき行動を慎み、暫く成行きを静観すること」「皇国民たるの自覚に立ち、臣道の実践を志すことを求めた。」日本基督教団の幹部らは、当局のホーリネス検挙を歓迎した。第四部管谷仁主事は、「彼らの熱狂的信仰は我々教団では手の下しようもないくらい気違いじみているため、これを御当局において処断して下さったことは、教団にとり幸いであった。」と述べた。山梨教区長小野善太郎は、「大局的見地からいえば、こうした不純なものを除去することによって日基教団のいかなるものかが一段に認められて、今後の運営上かえって好結果がえられるのではないかと考え、当局の措置に感謝している」と述べた。
富田満統理はホーリネス事件の原因として部制の問題をあげ、「現今の時局に於いてなお部制を存続せしめる事は適当で無い。」「特に最近起こりましたある種の事件を思うとき真に我々の信仰が一つでなかった為に基因するのでは無いかと思います」と述べた。
1943年4月に文部省から教団へ通知があり、富田満統理はホーリネス系の牧師たちに、自発的に辞任しなければ身分を剥奪する旨を伝え、辞職を勧告した。

#### 部制の解消
ホーリネス事件をきっかけとして部制が解消される。1942年11月に開かれた第一回教団総会に部制解消の議案が提出されて、満場一致で可決された。こうして部制は解消され、地域ごとの教区制度に変更された。3月9日の「部制廃止特別委員会」では、富田満統理は、部制を解消する前に信条を制定することは容易ではないので、部制解消後に、信条問題を考えるべきだとしていた。しかし、第二次世界大戦のただ中で、日本におけるキリスト教信仰そのものが危機的な状況にある中、合同教会としての内容を充実させることは望むべくもなく、教団は戦時体制への協力にもっぱら励んだ。国家統制のために、部制廃止は国家の要求するところであった。
教団の部制は「非日本的なもの」として日本政府に問題視されており、部制の廃止が日本基督教団認可の条件であった。1941年11月に富田満統理は、文部大臣に1年から3年以内の早期に部制を解消するという誓約書を提出し、政府と密約を結んでいたが、この密約は当然ながら知られておらず、日本基督教会の神学的指導者松村克己牧師は、部制を解消しても、教団が完全な合同を実現することはできず、これには少なくとも1世代30年を要すると考えていた。
1943年に、独自の宗教団体設立を望みながらイングランド国教会との関係や主教制度のために認められなかった日本聖公会から、約60教会が単立教会として参加している。
一方、部制廃止を受け、岡田稔（後の日本キリスト改革派教会の創立者）の牧会する灘教会（現:日本キリスト改革派灘教会）は、1943年3月の時点でいち早く日本基督教団を離脱し、一教会で単立教会となった。

#### 昭和天皇への拝謁
1942年11月26日、富田満統理は昭和天皇に拝謁した。
「畏くも天皇陛下におかせられては軍団多事の際、政務殊の外御多端に亘らせ給うにも拘らず、特別の思召をもって26日午前10時宮中において各教宗派官長、教団統理者に拝謁仰付けられた。」
富田満統理は、この日の光栄を次の如く謹話した。
「本日特別の思召を以って私共宗教団体の代表者に対し、拝謁を賜りましたことは、宗教界においては全くはじめての光栄でありまして宏大深遠なる聖慮の程洵に恐悦感激に堪えないところであります。申すまでもなく今日は大東亜戦争完遂のため、我国は総力を挙げてこれに邁進しているのでありますが、私共は特に宗教報国のために感奮興起して愈々一致協力祖国のため、大東亜共栄圏建設を目指して、凡ゆる時難を克服して行かねばならないと思います。この日の感激を銘記して超非常時局に當り、匪躬の誠を致して聖恩の万一に答え奉らんことを期せねばならないと存じます。」

#### 軍用機献納
1943年11月25日と26日に日本基督教団第2回総会（創立総会からは3回目）が東京鷺宮日本東部神学校で開かれた。平松実馬が軍用機献納の決議案を提出し、教団総会は軍用機献納運動を決議する。「飛べ日本基督教団号」のスローガンのもと集められた献金により日本海軍に「報国3338 第一日本基督教団號」「報国3339 第二日本基督教団號」（ともに九九艦爆）を、日本陸軍に「愛国第三三三一 日本基督教団第一」「愛国第三三三二 日本基督教団第二」（機種不詳）の、計四機の軍用機を献納した。金城女子専門学校は日本基督教団の求めにより、海軍に「報国2629　金城女専号」（九九艦爆）を、陸軍に3万円を献納した。

#### 日本基督教団より大東亜共栄圏に在る基督教徒に送る書翰
1944年の復活節の日に、日本基督教団は大東亜共栄圏のキリスト教徒に、現代の使徒的書翰「日本基督教団より大東亜共栄圏に在る基督教徒に送る書翰」を送った。

#### 日本基督教団信仰問答
1944年11月に日本基督教団の信条委員会は『日本基督教団信仰問答』を作成した。「総説」は以下の通り。
- 問い二、日本基督教団の本領は何処にあるか。
- 答え、我が教団の本領は皇国の道に則りて、基督教立教の本義に基き国民を教化し以って皇運を翼賛し奉るにある。
- 問い三、皇国の道に則るとは如何なる意味であるか。
- 答え、皇国臣民の自覚に立って万古不易なる国体を奉戴し、忠孝一本の大義に循つて臣節を全うし、光輝ある肇国の理想を世界に宣揚することである。
- 問い四、基督教立教の本義とは如何なる意味であるか。
- 答え、イエス・キリストによって啓示せられ、聖書の中に証示せられ、教会に於いて告白せられたる神を信じ、その独り子イエス・キリストを救主と仰ぎ、聖霊の指導に従い、心を尽くして神と人とに仕え、以って臣道を実践し、皇国に奉ずることである。

### 戦後
1945年8月15日、「ラジオは朝から正午の重大放送を繰り返し予告した。その正午、教団事務所では教団統理者以下全員が整列して天皇の「玉音放送」を聞いた。そして午後2時からは統理者の司会で承詔必謹を期する祈祷会が開かれた。」
日本敗戦後の8月28日、日本基督教団統理者は「令達第14号」の「指令を全国各牧師、主任者に与えた」。その中で「聖旨を奉戴し国体護持の一念に徹し」、「皇国再建の活路を拓くべし」と指令。昭和天皇に対し、「畢意我らの匪躬の誠足らず報国の力乏しきに因りしことを深刻に反省懺悔し」た。9月20日に東久邇宮稔彦王首相に富田統理が呼ばれ、「令旨」を受けた。連合国軍最高司令官総司令部 (GHQ/SCAP) は、占領政策の利益になると考え、日本基督教団の戦争責任を不問とした。10月25日にアメリカ合衆国から4名の教会使節団が訪問。この時に米国教会使節団は、教団の戦争責任を問わないことにした。
1945年12月5日に戦後最初の常議員会が開かれる。ここで、谷口茂寿牧師は、「教団統理者並びに役職員はこの際の戦争責任を如何に考えうるや」との質問をした。統理者は「余は特に戦争責任者なりとは思わず。されど責任を感じて辞職すべきものなりとせば今辞職するは軽きことなり。ただ重要責務山積せる今日直ちに辞職するは反って無責任なり。」と回答。富田満は1946年6月に統理を辞任したが、教団統理者と役員の戦争責任は否定し、その他の戦時中の幹部も引き続いて日本基督教団の指導者の地位を保持した。
1947年1月9日北米のエキュメニカル派の8教派が来日して、日本基督教団を支援する委員会を組織し、資金援助を行った。戦後も戦時中の幹部が教団に与えられた資金を配分する権限を持っていた。

### エキュメニカル運動

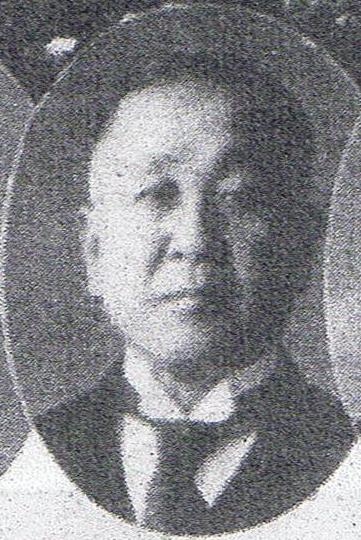
小崎道雄議長

富田満統理は、「本質的に教会の合同に通じ、世界教会の設立を志向する」エキュメニズムの理解を持っていた 1945年10月の米国のキリスト教会派遣答礼使節団の来日により、日本基督教団は米国の教会から資金援助を受け、エキュメニカル運動の中に組み込まれていった。日本基督教団はエキュメニカル派に属している。日本基督教団統理者代行、出版局長、東亜局長の小崎道雄は、1946年に富田満統理の後任として、戦後初代の日本基督教団総会議長となり、1954年まで4期にわたって務めた。小崎道雄は1948年に日本基督教連盟の後継組織として発足した日本基督教協議会（NCC）の初代議長となり、富田満と共に日本のエキュメニカル運動を指導した。1948年8月22日から9月4日まで世界教会協議会 (WCC) 第一回大会が開かれた。この発足時に、小崎道雄はGHQの意向によりエキュメニカル派の日本代表として出席し、日本基督教団の戦争中の活動について説明した。帰国後の12月に天皇に拝謁してこれを報告した。小崎は世界教会協議会の会議で中央委員に選出され、13年間務めた。これにより、日本基督教団は戦争責任を問われることなく、世界に復帰できたと考えられた。

### 戦後の再形成
1945年の敗戦（日本の降伏）により、連合国軍占領下で宗教団体法が廃止されると、教団も教団統理者制を廃止し、1946年には教憲・教規を定めて会議制に移行するなど、教団も戦時体制の清算と新たな体制への移行につとめた。しかし、1941年の合同そのものを良しとしない教派や合同教会のスタイルと相容れない教派、海外ミッションとの関係がある教派は、教団を離脱することになった。教団に残留することになった各教派・各教会は、戦時体制を脱却した新たな教団の形成に向かうこととなるが、それに際して2つの問題に直面することとなった。

#### 会派問題・信仰告白問題
合同教会を形成するにあたって、1) 旧教派の組織の存続を公式に認めて「教派連合」的なものとするか、2) 旧教派の組織を公式には解散して一体の教団組織を形成するか、という議論である。1) は教派ごとの教会機能の維持を志向する旧福音ルーテル教会や旧日本基督教会の一部がおもに主張し、2) は自らの教派的伝統・主張に有利な形で教団の全体教会化をめざしていた旧日本基督教会の一部がおもに主張した。一方、旧日本組合基督教会や旧バプテスト教会は、各個教会の主体性に関心が高かったため、その観点から発言していた。旧日本メソヂスト教会は会派問題そのものには関心が薄かった。
会派問題は、1950年の第6回教団総会において「会派問題に就いての報告書」が報告、承認され、教団として2)の方針を採ることとなった。
会派問題とともに、新たな合同教会の形成のために何を信仰の柱とするかも課題であった。当然、旧日本基督教会は、戦前からの主張どおり信仰告白の制定を求めるが、1)信仰告白制定の是非、2)信仰告白の内容、3)信仰告白の規範的拘束性、などをめぐって議論がなされた。1)については、信条を重視する旧日本基督教会や旧福音ルーテル教会の強い要望で、制定の方向性が定まった。2)については、旧日本基督教会の信仰告白をベースとしながらも、各教派の伝統を盛り込んだ内容が新たに起草されることとなった。
3)が最も議論となった点で、信仰告白の規範的拘束性を求める旧日本基督教会と、拘束性を認めない旧日本組合基督教会や旧バプテスト教会の壁は大きかったが、教団信仰告白制定特別委員会により「信仰告白の拘束性は福音的に受け取るものであり、律法的に受け取ってはならない」「福音的な受け取り方とは、告白された福音がおのずから告白者を福音に従順ならしめるという意味である」などの説得が各教派になされ、1954年の「日本基督教団信仰告白」の制定にいたった。
この経緯の中で、会派を否定された旧福音ルーテル教会はほとんど教団を離脱した。旧日本基督教会は、自らの教派的伝統・主張に有利な形で教団の全体教会化をめざすグループと、教団内に会派をおいて他教派と共存しながらより改革長老教会的な教会形成をめざすグループに分裂し、後者は会派否定や信仰告白制定のあり方に不満を持って教団を離脱し、1951年に新日本基督教会、現、日本キリスト教会を設立した。信仰告白制定後には、教団にとどまっていた米国バプテスト同盟系の旧バプテスト教会の一部が、バプテスト教会の各個教会主義や信仰の伝統の維持に懸念を示して教団を離脱し、1958年に日本バプテスト同盟を設立した。

#### 再形成期の各教派の動勢
戦後の教団再形成期には、1941年の合同を認めない立場や、独自の教派組織を志向する立場、あるいは教団の方向性に疑問を感じた各教派の離脱が相次いだ。個別の動きについてここでは省くが、ひとまず教団に残留した教派、教団を離脱した教派の主なものを、それぞれ記しておくことにする。
- 教団に残留した教派（括弧内は現存する旧教派組織）
  - 日本組合基督教会（全国同信伝道会）
  - 日本メソヂスト教会（日本基督教団更新伝道会）
  - （旧）日本基督教会の一部（日本基督教団改革長老教会協議会、全国連合長老会）
  - 米国バプテスト同盟系の一部（日本基督教団新生会）
  - ホーリネス教会の一部（日本基督教団ホーリネスの群・活水の群れ）
  - 日本自由メソヂスト教会の一部（FM会）
- 教団を離脱した教派（括弧内は現在の教派・教団名）
  - 旧）日本基督教会の一部（（新）日本基督教会（現、日本キリスト教会、日本キリスト改革派教会）
  - 旧福音ルーテル教会（日本福音ルーテル教会）
  - 南部バプテスト連盟系バプテスト教会（日本バプテスト連盟）
  - 米国バプテスト同盟系バプテスト教会の一部（日本バプテスト同盟）
  - ホーリネス教会の一部
  - 日本同盟基督協会の一部（日本同盟基督教団）
  - 日本自由メソヂスト教会の一部（日本自由メソヂスト教団）
  - 日本ナザレン協会の一部（日本ナザレン教団）
  - 教団に参加した日本聖公会の一部
  - 救世軍
  - 東京基督教会（キリスト教会同盟）

教団を離脱した教派も全ての教会が離脱したわけではなく、ルーテル教会や聖公会、救世軍などに由来する教会でも教団に残留している所もある。

### 高度成長期の歩み
戦後の教団の再形成がひとまず決着し、新たな歩みがはじまった時代は、日本における未曾有のキリスト教ブームの時代で、1950年代には盛んに伝道活動が行なわれた。しかし、戦後の高度経済成長期に入ってキリスト教ブームが一段落すると、戦時体制のもとで成立した教団として抱えてきたさまざまな問題や矛盾と直面することになった。

#### 戦争責任告白
1950年代に入ると、教団はかつて日本が植民地や戦場とした周辺諸国の教会との交流を復活させていったが、その中で、戦争中に教団がこれらの地域で行なった戦争協力（植民地・戦地での伝道、神社参拝の要請など）について厳しい問いかけがなされることとなった。それまで、教団は自身の戦争責任について自覚的ではなく、周辺諸国からの反応は深い驚きをもって受け止められた。しかし、当時すでに、ドイツにおける戦中の告白教会による「バルメン宣言」や、戦後のドイツ福音主義教会による「シュトゥットガルト罪責告白」などはよく知られており、教団としても戦争責任を悔い改めていくべきではないかという声もあって、1966年の教団総会に起草委員の鈴木正久、大塩清之助が作成した建議案が提出された。この総会での決定・付託に基づき、常議員会で内容が検討・採択され、1967年3月のイースターに、教団総会でも議長を務めた鈴木の名で「第二次大戦下における日本基督教団の責任についての告白（通称：戦争責任告白）」が発表された。
しかし、教団内でも戦争責任の有無やとらえ方にさまざまな立場があり、1941年の教団成立の経緯の理解も含めて、戦争責任告白の存在を「日本基督教団信仰告白」の地位をおびやかすものだと考える人々も一部にあるなど、その評価は必ずしも一定していない。
若い世代には比較的支持されたが、歴代の日本基督教団総会議長や教団の幹部たちから、当時の時世を思うと、平和な時代に生きる人たちが一方的に戦争責任を問い、これを非難することは許されないし、神の摂理によって設立された教団の存在意義を否定することになるとして、鈴木に反対意見が提出された。戦争責任告白を巡る対立収拾のために5人委員会が設けられた。この反対により、教団名義ではなく、総会議長・鈴木の名で発表されたと言われている。

#### 在日大韓キリスト教会との協約
戦時中における罪責の反省から在日大韓キリスト教総会と協約を結び、その中で在日韓国・朝鮮人問題を受けて取り組み、在日大韓基督教会との宣教協力を決意すると述べている。同協約では下記の3点を約している。
- 日本基督教団と在日大韓基督教会はそれぞれの職制と聖礼典を相互に認める。
- 日本基督教団と在日大韓基督教会は可能な限り各方面での宣教協力を約する。
- 日本基督教団と在日大韓基督教会は特に在日韓国・朝鮮人の人権問題へのとりくみについての協力を約する。

### 教団紛争

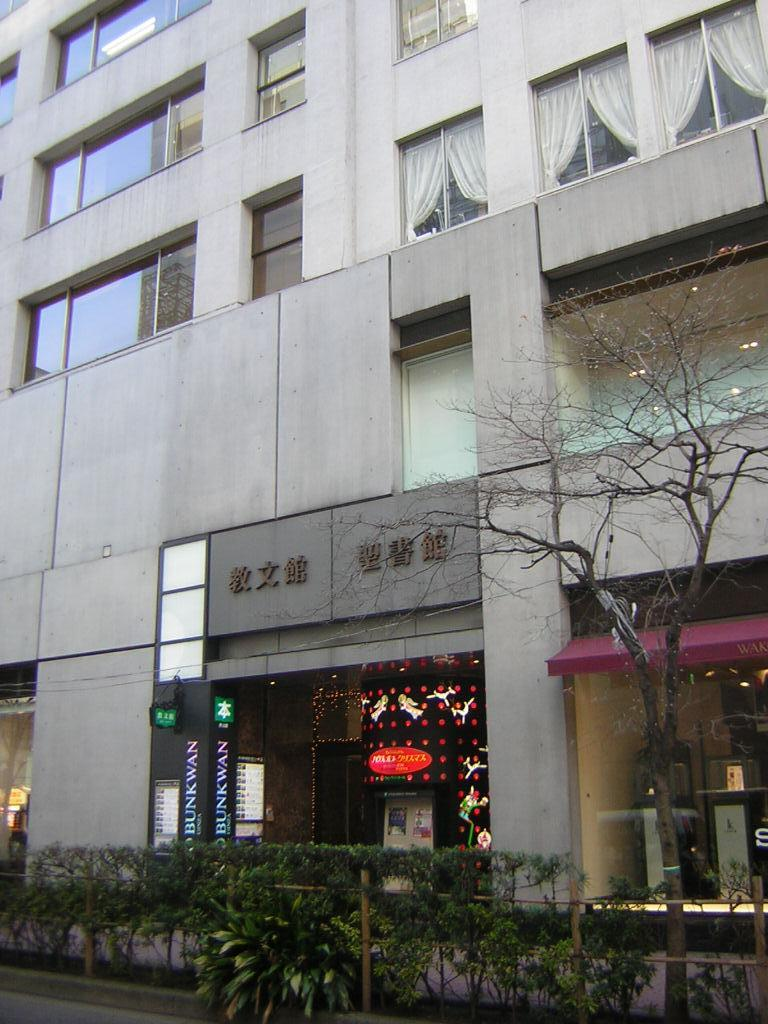
教文館

「九・一、二（きゅうてん　いちに）事件」と呼ばれる、1969年9月1日の教文館会議室で行われた会より、教団紛争に突入した。
教会派は、飯清教団議長、木村知己書記、高倉徹総幹事、常任常議員、高崎毅、島村亀鶴、大村勇、森里忠生、北森嘉蔵、小川清司、秋山憲兄、長谷川保。
社会派は、土肥昭夫、桑原重夫、大塩清之助、吉松繁、徳永五郎、辻建。社会派は、毛沢東の造反有理から造反派、問題提起者とも呼ばれる。

#### 万博闘争・東神大闘争
「反万博闘争」を参照。

#### 教会連合
1977年4月に、日本基督教団福音主義教会連合が結成された。福連は1979年に独自の教師検定試験を行い、合格者の按手礼を行ったが、後宮俊夫議長と常議員会はこれを認めず、1983年に信仰職制委員会はこの按手の有効性を否定した。日本基督教団の主流派は、教団の中に教会を作るものであるとして、教会連合を批判した。そのため教会連合の中には、日本基督教団から離脱した教会もある。

#### ナイフ事件
1995年、阪神・淡路大震災の救援のために阪神大震災救援活動センターが設けられ、桑原重夫が統括責任者、菅澤邦明が被災者仮設住宅問題実行委員長に就任した。被災者救援の話し合いのため同年2月1日、桑原と菅澤は関西学院理事会を訪問した。菅澤が理事会の席上でナイフを取り出して突きつけたために、関西学院から教団に抗議文が送られた。菅澤はマタイによる福音書11章15節でイエス・キリストが行った宮清めに基づく活動と主張した。

#### 荒野の40年と聖餐論争
2002年に総会議長となった山北宣久牧師は、教会派の総会議長であった。山北は2006年の教団総会で、社会派が主導権を持ち、教会派と対立した40年間を「荒野の40年」と評した。日本基督教団では聖餐について対立が深まった。教会派は「聖餐の乱れ」を問題としている。2007年の第35総会において、山北宣久教団総会議長は、フリー聖餐を行った日本基督教団紅葉坂教会の北村慈郎牧師に対して「教師退任勧告決議案」を出した。山北宣久や藤掛順一ら教会派は教憲・教規を重視し、フリー聖餐牧師に対する戒規を求めた。このことから、教会派は、教憲・教規派とも、呼ばれている。山北議長は、社会派が多用した宣教の語を避けて伝道の語を用い、伝道派とも呼ばれる。
東神大教授の山口隆康は「日本基督教団紅葉坂教会における違法な聖礼典の執行の問題」と題して講演をした。キリスト新聞で、フリー聖餐の擁護派の小中陽太郎と反対派の東神大教授芳賀力が論争するなど、聖餐を巡る対立が続いている。
日本基督教団は2010年1月26日、北村慈郎牧師を牧師職免職の戒規処分とした。日本基督教団史上初である。北村は戦争責任を強調したために狙い撃ちされたと語っている。

## 沿革
- 1941年：6月24日に、日本基督教団が成立する。11月24日附で宗教団体法に基づく宗教団体として文部大臣より認可。教派ごとに部を構成して11部制を採る。
- 1942年：教団統理、富田満が伊勢神宮に参拝して日本基督教団の設立を報告し、発展を希願する。12月15日、第1回日本基督教団総会で部制廃止、皇軍将兵に対する感謝を決議。
- 1943年：日本基督教団立日本東部神学校・日本西部神学校・日本女子神学校を設立[48]。旧日本聖公会の約60教会が、単立教会として参加する。11月26日、第2回日本基督教団総会愛国機献納を決議。
- 1944年：日本東部神学校と日本西部神学校の統合により日本基督教神学専門学校を設立。日本基督教団より大東亜共栄圏に在る基督教徒に送る書翰を、発表する。
- 1945年：日本の敗戦に伴い、宗教団体法が廃止される。教団統理者制の廃止。
- 1946年：教憲・教規の制定。教団運営における会議制の採用。統理者代行を務めた小崎道雄が戦後初代の教団総会議長。
- 1947年：北米のエキュメニカル派の8教派が日本基督教団を援助する連合委員会 (IBC) 設立。同志社大学文学部神学科が神学部に昇格[49]して日本初の大学神学部となる。
- 1948年：同志社大学、関西学院大学、東京女子大学、津田塾、神戸女学院が新制大学となる。日本キリスト教協議会 (NCC) を結成し、世界教会協議会 (WCC) に参加。小崎道雄がNCCの初代議長、WCCの中央委員に選出される。
- 1949年：日本基督教団立東京神学大学を、設立する。
- 1950年：第6回教団総会にて「会派問題に就いての報告書」が報告、承認される。
- 1954年：第8回教団総会にて「日本基督教団信仰告白」制定される。日本基督教団讃美歌委員会編『讃美歌』(1954年版)刊行。第二回WCC総会開催され、賀川豊彦出席。
- 1955年：日本聖書協会より『聖書 口語訳』刊行。世界YMCA創立百年記念大会。日本基督教団宣教研究所設立。
- 1956年：NCC、原爆実験中止を要望。
- 1958年：沖縄キリスト教協議会発足。
- 1959年：NCC、「伊勢神宮の非宗教化」に反対声明。NCC主催のプロテスタント宣教100年記念大会。
- 1961年：NCC、米ソの核実験に反対する声明。WCC第三回世界大会開催。
- 1964年：NCC、東京オリンピック合同礼拝。
- 1965年：韓国基督長老教会の第50回総会に日本基督教団議長大村勇が出席。
- 1966年：『こどもさんびか1』刊行。日本基督教団とカトリック教会のエキュメニカル懇談会。
- 1967年：日本基督教団総会議長名にて「第2次大戦下における日本基督教団の責任についての告白」が発表される。『讃美歌第二編』刊行。
- 1968年：第15回教団総会にて「日本キリスト教団」の使用が認められる。
- 1969年：沖縄キリスト教団との合同。いわゆる教団紛争始まる。
- 1970年：東京神学大学にて東神大紛争起こり、機動隊を投入して社会派神学生を排除。
- 1971年：東神大除籍者の青山学院大学文学部神学科への編入学をめぐって文学部教授会と理事会が対立[50]。
- 1972年：青山学院理事会は文学部神学科の募集停止を決議。
- 1973年：教団第17回総会。
- 1974年：讃美歌百年記念合唱大会。
- 1975年：キリスト者政治連盟結成。日本聖書協会百年記念集会。WCC第5会大会。
- 1976年：『ともにうたおうー新しいさんびか50曲』刊行。熊本バンド百周年早天祈祷会。
- 1977年3月：青山学院大学文学部神学科廃止。4月：日本基督教団福音主義教会連合結成。
- 1979年：NCC、元号法制化反対声明。
- 1980年：NCC、部落差別問題に関するキリスト者の訴え。WCC世界宣教会議。
- 1981年：日本基督教団部落解放センター設立。
- 1983年：『こどもさんびか2』刊行。部落問題と取り組むキリスト者連帯会議結成。
- 1987年：（日本聖書協会より『聖書 新共同訳』刊行。）
- 1989年：昭和天皇崩御に対する声明。
- 1990年：教団東京教区第48回臨時総会。
- 1993年：日本キリスト教協議会、カトリック正義と平和協議会がPKOに反対する共同声明発表。
- 1997年：『讃美歌21』刊行。
- 2002年：『こどもさんびか改訂版』刊行。
- 2004年：阪神淡路大震災で全壊した日本基督教団神戸栄光教会再建。
- 2008年：山北宣久が総会議長に4選。
- 2009年：日本プロテスタント宣教150周年記念行事。日本プロテスタント宣教150周年記念大会で山北宣久議長が大川従道、峯野龍弘とともに実行委員長。
- 2010年：配餐問題をきっかけに路線対立が激化し、紅葉坂教会（神奈川県横浜市西区）の北村慈郎牧師が、教団史上初の戒規による「免職」処分となる。
- 2011年：3月11日、東日本大震災により、国の登録有形文化財であった日本基督教団福島教会が被災（その後取り壊し）。

## 信仰と教義

### 信仰告白
詳細は「日本基督教団信仰告白」を参照。

### 教義・神学的立場
プロテスタント諸教派・教会が合同した合同教会であるため、各個教会や旧教派の流れをくむグループはそれぞれの伝統を継承しつつも、教団全体としてはプロテスタント諸教派・教会を広く包含するような、ゆるやかな教義・神学的立場を採ることが特徴である。現代のキリスト教の分類からいえば、自由主義神学の歴史的影響を多分に受けたメインライン・プロテスタントに属すると考えられるが、その傾向に反発する保守派の教会やグループ、教会派、カリスマ刷新運動の傾向をもつ教会やグループなど（ホーリネスの群れ、聖霊刷新協議会など）も、教団には存在する。教団の枠内で旧教派の信仰理解や制度に基づく教会形成を試みるグループもある。牧師・伝道師は教会・教派の伝統に基づいて最も近い立場の神学校から招聘することが多いが、合同教会化が進む中で、旧教派の枠組みを越えた招聘が行なわれることも増えている。
教団では女性教職者が認められており、多数の女性教職者が存在する。LGBTの教会への受容については、教会ごとに意識の差があるものの、カミングアウトして教会生活を送るLGBTの信徒もいる。性別適合手術後に正式に按手を受けた廣畑涙嘉牧師が有名である。日本基督教団三・一教会の平良愛香牧師はキリストの風集会を開催しLGBTの信徒の交流を行っている。新宿コミュニティー教会の中村吉基牧師は同性のパートナーをもつ同性愛者で、LGBTに寄り添う教会を運営している。

## 組織と運営

### 教団の運営
会議制を採る。全国にある17の教区の代表による日本基督教団総会が最高意思決定機関で、その議長である日本基督教団総会議長が代表者である。日本基督教団組織の執行責任者として総幹事が置かれる。

#### 日本基督教団総会
- 日本基督教団総会一覧

#### 日本基督教団歴代役員
- 日本基督教団の人物一覧

### 全国の教区
17の教区があり、教区内の各個教会間の宣教・伝道協力の場となっている。教団と同じく会議制で運営され、教区総会・教区議長がおかれる。各個教会に対する教区の拘束力は、それぞれの旧教派からの伝統や習慣によって少しずつ異なる。
以下、全国の教区：北海教区、奥羽教区、東北教区、関東教区、東京教区、西東京教区、神奈川教区、東海教区、中部教区、京都教区、大阪教区、兵庫教区、東中国教区、西中国教区、四国教区、九州教区、沖縄教区（全17教区）

### 各個教会の運営
各個教会の運営も会議制が採られている。教会総会における選挙によって、現住陪餐会員（後述）の中から役員を選び、役員会を組織する。役員会の呼称は、旧教派・教会の伝統や特色によって、長老会、執事会など、異なることも多い。役員会は教会担任教師の主任者が議長となって、伝道や教会の運営に関する主要な事項を決定・実施する。教会総会と役員会の責任分担や権限の範囲の理解も、旧教派・教会の伝統や特色によって異なることがある。

## 信徒と教師
日本基督教団およびその教会は、信徒と教師の籍をもつものにより構成される。旧教派や教会の伝統、神学的理解により、信徒と教師の違いを教会活動における職分の違いとして対等な立場と理解する教会・グループもあれば、教師に特別の信仰的権威・地位を認める教会・グループもある。信徒の中から長老を選出し、これに特別の信仰的役割・地位を担わせる教会・グループもある。

### 信徒
日本基督教団における「信徒」とは、バプテスマ（洗礼）を受けて教会に加えられ、その教会の会員名簿に登録された者のことである。
信徒には、陪餐会員と未陪餐会員の区別がある。前者は、信仰を告白してバプテスマを受けた者および、未陪餐会員が堅信礼または信仰告白式を了した者。後者は、幼児で父母の信仰に基づいてバプテスマを受け未だ陪餐会員となっていない者。ここに言う陪餐とは、聖餐(式)に与る資格があるという意味である。（しかし近年、聖餐理解には幅が生じ、礼拝出席者全てに陪餐を認めている教会もあり混乱が生じている。）

### 教師
一般に「牧師」「伝道師」と呼ばれる教職者を、日本基督教団では「教師」と呼称する。教師には、正教師と補教師の区別がある。前者は日本基督教団の実施する正教師検定試験に合格して、教団議長の委任を受けた教区総会の議決を経て按手礼を受けた者がこれになる。後者は日本基督教団の実施する補教師検定試験に合格して、教区総会の議決を経て伝道の准允を受けた者がこれになる。
現在、補教師検定試験を受けて合格するまでに、以下の3つのコースのいずれかを経る。それぞれに、課せられる試験科目が異なっている。Aが最も試験科目が少なく、B、Cと増えていく。
- 通称Aコース：日本基督教団立東京神学大学大学院神学研究科博士課程前期課程、または日本基督教団認可神学校たる同志社大学・関西学院大学の大学院神学研究科博士課程前期課程を修了した者が経るコース。
- 通称Bコース：上記大学の学部段階の卒業者や東北学院大学文学部総合人文学科の卒業者、および日本基督教団認可神学校たる日本聖書神学校・鶴川学院農村伝道神学校・東京聖書学校の卒業者が経るコース。
- 通称Cコース：上記のような神学校を経ない者が受験するコース。独学、西南学院大学やルーテル学院大学など他教団・教派グループの神学校・神学教育機関卒業者が該当する。

教師には、その職分による分類がある。教会に仕える教師を教会担任教師といい、教会に仕える正教師は牧師と呼ばれ、補教師は伝道師と呼ばれるのが普通であるが、補教師でも便宜上牧師と呼ばれている場合がある。その他に、教区内において巡回伝道に従事する巡回教師、神学校で教える神学教師、日本基督教団関係学校で主としてキリスト教学や宗教科(聖書科)の教師を務める教務教師、海外において宣教に従事する在外教師がある。教会や神学校、あるいはキリスト教主義の学校に籍を置かないで、教区内に籍を持つ者を無任所教師と呼ぶ。

### 二種教職制・信徒籍/教師籍
補教師（伝道師）は教団の教憲教規上、聖礼典（洗礼・聖餐）の執行ができないことになっている。一方で、補教師の主任担任教師としての招聘、赴任そのものは制度上も認められており、こうした教会では日常的に聖礼典の執行が行なえない（聖礼典執行の際は外部から正教師資格を持つ牧師を招かねばならない）という矛盾が生じる。教師に正教師と補教師が存在する二種教職（二重教職とも）制は、第二次大戦下の宗教団体法が、日本基督教団統理者（現在の日本基督教団議長）と教会主管者（現在の主任担任教師）の双方を「教師タルヲ以テ充ツベシ」と規定していたことから、もともと各教派ごとに異なる教師制度であった（教師をおかない教派もあった）ものを、1941年の日本基督教団成立時に二種教職制とすることで対応した制度制度が、戦後もそのまま残存したものである。二種教職制については、按手をうけていない補教師が正教師の執行する聖礼典の伝統や作法を継承するためにあえて存続の意義を見る考えもある。
日本基督教団では教師となると信徒としての教籍（信徒籍）を喪失して、教師としての教籍（教師籍）を得て籍の上では信徒とは区別される。
こうした、二種教職制や信徒籍/教師籍の区別は、信徒と牧師、あるいは牧師同士に職分ではなく身分としての「区別」を与えるものであり、「万人祭司（全信徒祭司）」に代表されるプロテスタントの理念に反するという批判がある。批判・抗議の意思を表すため、あえて正教師試験を受けない補教師や、補教師試験を受けない信徒伝道者が存在する（信徒伝道者そのものの伝統を持つ旧教派・教会もあるので、現にいる信徒伝道者が全てこれにあてはまるわけではない）。誰もが各個教会の信徒であり、その中から牧師を立てるという伝統のある教会・グループの中には、運用上、教師も信徒として各個教会の会員名簿に載せているところもみられる。その他、教会・教区として補教師の聖礼典執行を容認することができるかどうかの議論（兵庫教区等）や、日本基督教団紛争下で教団内グループが独自に執行した按手礼は有効かといった議論がある。

### その他
他には「キリスト教教育主事」という、主に教会学校を指導する職種がある。資格は聖和大学人文学部キリスト教学科（2008年、関西学院大学教育学部に移行）のみで取得可能だったが、現在は教団立神学校、教団認可神学校および教団の指定する幼稚園教員・保育士養成校で所定の単位を取得し、試験を受けて取得するようになっている。かつては青山学院大学神学科でも取得可能だった。

## 教会・伝道所
日本基督教団の教会・伝道所については、日本基督教団の教会・伝道所一覧を参照。

## 関連組織
- 日本基督教団讃美歌委員会
- 日本基督教団出版局 - 出版部門
- 日本基督教団部落解放センター（大阪府大東市）
- 日本基督教団部落解放青年ゼミナール
- 日本基督教団京都教区部落解放センター
- 日本基督教団兵庫教区被災者生活支援長田センター - 阪神・淡路大震災の際に設立された
- 日本基督教団労働組合

## 教団立・教団認可神学校
- 東京神学大学
- 学校法人関西学院 - 関西学院大学神学部
- 東京聖書学校
- 学校法人同志社 - 同志社大学神学部
- 日本聖書神学校
- 農村伝道神学校

## 日本基督教団と関連のある教育機関
- 学校法人青山学院・青山学院大学
- 学校法人東北学院・東北学院大学
- 学校法人啓明学院
- 敬和学園高等学校
- 学校法人聖学院・聖学院大学
- 学校法人聖隷学園
- 旧・聖和大学
- 千葉英和高等学校
- 神戸女学院大学
- 東京女子大学
- 津田塾大学
- 名古屋中学校・高等学校
- 日本聖書神学校
- 桜美林学園・桜美林大学
- 鶴川学院農村伝道神学校
- 清教学園
- 学校法人広島女学院・広島女学院大学
- 聖光高等学校
- 学校法人福岡女学院・福岡女学院大学

## 日本基督教団へ合同した教派
戦後に日本基督教団を離脱し、元の教派へ復帰した教会もある。現在も教団に留まっている群は、以下のとおり。
- 旧ホーリネス…ホーリネスの群(むれ)
- 旧基督伝道隊…日本基督教団活水の群
- 旧改革長老派…日本基督教団改革長老教会協議会
- 旧バプテスト…日本基督教団新生会
- 旧組合教会…全国同信伝道会
- 旧メソジスト派…日本基督教団更新伝道会

## 関連人物
- 宗藤尚三 - 牧師、随筆家、宗教者、反原発主義者
- 八十川昌代 - 牧師、随筆家、宗教者

## 不祥事

### 聖路加チャプレン性加害事件
2017年、日本聖公会系列の聖路加国際病院でチャプレンをしていた日本基督教団無任所教師の男性牧師（日本聖公会の牧師ではない）から、同病院内で2度にわたり性被害を受けたとして元患者の女性が被害を訴えた。牧師は強制わいせつ容疑で書類送検されたが不起訴となったため、女性は牧師と聖路加国際病院を相手取り民事訴訟を提訴し、2022年12月に性加害行為を認定した上で損害賠償の支払いを命じる判決が下され、翌2023年1月に判決が確定した。
日本基督教団及び日本聖公会は判決を受け、それぞれ公式見解を発表した。しかし一連の問題の中で被害者女性は、民事訴訟で性被害が認定されるまで、日本基督教団及び日本聖公会の構成員が加害者である牧師を擁護し、被害者である女性の訴えをないがしろにしてきたとして、二次被害について批判した要望書を提出している。